# Steleocerellus bellus
Steleocerellus bellus är en tvåvingeart som först beskrevs av Curtis W. Sabrosky 1965.  Steleocerellus bellus ingår i släktet Steleocerellus och familjen fritflugor.
Artens utbredningsområde är Tanzania. Inga underarter finns listade i Catalogue of Life.